# Kuzjets
Kuzjets (ryska: Кужец) är ett vattendrag i Belarus.   Det ligger i voblasten Hrodna voblast, i den nordvästra delen av landet, 90 km nordväst om huvudstaden Minsk.
Trakten runt Kuzjets består till största delen av jordbruksmark. Runt Kuzjets är det ganska tätbefolkat, med 104 invånare per kvadratkilometer.